# Oncicola canis
Oncicola canis är en hakmaskart som först beskrevs av Kaupp 1909.  Oncicola canis ingår i släktet Oncicola och familjen Oligacanthorhynchidae. Inga underarter finns listade i Catalogue of Life.